# Женская сборная Финляндии по баскетболу
Женская сборная Финляндии по баскетболу — национальная баскетбольная команда, представляющая Финляндию в женских турнирах на международной баскетбольной арене. Управляющим органом сборной выступает федерация баскетбола Финляндии.

## История
Женская сборная Финляндии участвовала в 5-и финальных турнирах чемпионата Европы, при этом никогда не поднималась выше 10-го места. Последнее выступление было в 1987 году, когда сборная заняла последнее 12-е место. В настоящий момент команда является постоянным участником квалификационных турниров к чемпионату Европы.

## Результаты

### Чемпионат Европы по баскетболу среди женщин
- 1952 : 11°
- 1956 : 11°
- 1980 : 12°
- 1981 : 12°
- 1987 : 12°